# Cole Bennett
Cole Bennett (Plano, 14 maggio 1996) è un regista statunitense.
È noto soprattutto per la sua società multimediale Lyrical Lemonade, che ha creato inizialmente come blog su internet nel 2013.

## Biografia
Bennett è nato il 14 maggio 1996 a Plano, Illinois. La sua famiglia si trasferì in seguito a Chicago qualche anno dopo. Ha lasciato il college per concentrarsi sulla sua carriera nel campo della videografia e della musica hip hop, cosa che voleva fare fin dall'infanzia.

### Lyrical Lemonade
Bennett originariamente ha fondato Lyrical Lemonade come blog su Internet quando era uno studente a Plano, nell'Illinois. Sua madre ha inventato il nome del blog e gli ha anche dato una videocamera. Presto ha iniziato a dirigere video musicali per rapper locali di Chicago, tra cui Vic Mensa e Chance the Rapper, che ha caricato sul canale Lyrical Lemonade, insieme a riassunti di spettacoli dal vivo, freestyle, documentari e interviste. Il canale alla fine si è espanso in altri sottogeneri di hip hop oltre la scena locale di Chicago, come l'emergente sottogenere Soundcloud rap. Nel 2016 e all'inizio del 2017, ha ottenuto il riconoscimento iniziale lavorando con artisti come Famous Dex, Lil Pump, Smokepurpp e Ski Mask the Slump God. Il 7 aprile 2017, ha pubblicato il suo primo cortometraggio, "Lone Springs". Nell'agosto 2017, ha diretto il video musicale per il singolo di Lil Xan "Betrayed", che è stato certificato Platinum dalla RIAA nel 2018. Successivamente ha diretto numerosi video musicali per canzoni di successo, tra cui "BabyWipe" di Ski Mask the Slump God, "Red Roses" e "Nowadays" di Lil Skies e "Bounce Out With That" di YBN Nahmir.
Nel maggio 2018, è diventato uno dei registi di video musicali più riconoscibili dopo aver diretto il video musicale per Lucid Dreams di Juice Wrld, che è salito al numero 2 della Billboard Hot 100. Il video ha superato le 900 milioni di visualizzazioni su YouTube, diventando il suo video più popolare sul canale. Da allora ha lavorato con figure di tendenza dell'hip hop come J. Cole, Wiz Khalifa, ed Eminem.

## Videografia
| Titolo                                                 | Artista                                | Anno | Visualizzazioni |
| ------------------------------------------------------ | -------------------------------------- | ---- | --------------- |
| "Call of the Wild"                                     | Bnova                                  | 2013 | 228K            |
| "Self Demise"                                          | T0N3                                   | 2013 | 94K             |
| "No Name"                                              | Adot                                   | 2014 | 14K             |
| "White Man Can't Golf"                                 | Supreme Regime                         | 2014 | 3.1K            |
| "Easy"                                                 | Roy French                             | 2014 | 16K             |
| "IDK"                                                  | Mojek                                  | 2014 | 13K             |
| "Meditate"                                             | Roy French                             | 2014 | 5.8K            |
| "On My Way"                                            | Meeko Fly                              | 2014 | 4.7K            |
| "Grindin'"                                             | Lou Era                                | 2014 | 4.3K            |
| "Splash"                                               | Roy French                             | 2014 | 6.1K            |
| "Prey" feat. Lou Era                                   | Matt Whise                             | 2014 | 3.3K            |
| "Baller In Me"                                         | Spenzo                                 | 2014 | 3.6K            |
| "Crack & French" feat. Lou French                      | Chris Crack                            | 2014 | 2.9K            |
| "Bang Bang" feat- CC Delight                           | The Rap God Juice                      | 2014 | 3.3K            |
| "Bar Hoppin'"                                          | Young 99                               | 2015 | 5.1K            |
| "No Control"                                           | Lou Era                                | 2015 | 4.1K            |
| "Preparation"                                          | Jinx the Natural                       | 2015 | 5.7K            |
| "Suppose to Be" feat. Kyle Shawn                       | Professor Mic                          | 2015 | 2.1K            |
| "All That"                                             | Monster Mike                           | 2015 | 17K             |
| "Coming Down"                                          | Jinx the Natural                       | 2015 | 4.8K            |
| "Sittin' On Ceilings" feat. Jinx the Natural           | Roy French                             | 2015 | 9.6K            |
| "Pay Day"                                              | Marcus Nogood                          | 2015 | 8K              |
| "Dripstyle"                                            | Roy French                             | 2015 | 13K             |
| "Doppelganger"                                         | Tymaman                                | 2015 | 4.7K            |
| "Right Now"                                            | Evan Nash                              | 2015 | 9.2K            |
| "High Voltage"                                         | Jay Sly                                | 2015 | 6.5K            |
| "Flexin'"                                              | Roy French and Jinx the Natural        | 2015 | 4.9K            |
| "Revolutionary"                                        | Ridgio                                 | 2015 | 4.9K            |
| "Successors" feat. Tymaman                             | OPTMST                                 | 2015 | 3.7K            |
| "Anywhere"                                             | Ridgio                                 | 2015 | 3.4K            |
| "Scarface"                                             | Rio Mutasim                            | 2015 | 7K              |
| "Time"                                                 | GMEBE Lil Chief Dinero and GMEBE Bandz | 2015 | 1.1M            |
| "Rush Hour"                                            | SD                                     | 2015 | 18K             |
| "The Arrival" feat. Saba                               | Dacaid                                 | 2015 | 3.4K            |
| "Cut It Freestyle"                                     | Spenzo                                 | 2015 | 37K             |
| "Prom Dress"                                           | Spiff Meylor                           | 2015 | 8.3K            |
| "Struggle"                                             | GMEBE Lil Chief Dinero                 | 2016 | 365K            |
| "Body Bags"                                            | Femdot                                 | 2016 | 52K             |
| "Look At Me"                                           | Chuck Frost                            | 2016 | 24K             |
| "Intro"                                                | GMEBE Lil Chief Dinero                 | 2016 | 225K            |
| "How I Kick"                                           | ManMan The Rapper                      | 2016 | 42K             |
| "Shooter"                                              | Jinx The Natural                       | 2016 | 7.5K            |
| "Black Man Lost"                                       | Vonte                                  | 2016 | 4K              |
| "Contacts"                                             | Super Bwe                              | 2016 | 123K            |
| "Workin' It"                                           | Soulja Boy                             | 2016 | 72K             |
| "Hit Em Wit It"                                        | Famous Dex                             | 2016 | 20M             |
| "GTFO"                                                 | Seany Doo                              | 2016 | 26K             |
| "Loan Le"                                              | Isaiah G                               | 2016 | 60K             |
| "I'm Paid"                                             | Famous Dex                             | 2016 | 2.1M            |
| "Slowly"                                               | Chuck Frost                            | 2016 | 9.6K            |
| "DMC"                                                  | Famous Dex                             | 2016 | 1.2M            |
| "I'm Great"                                            | Famous Dex and Carl Phresh             | 2016 | 1.5M            |
| "Again"                                                | Soulja Boy and Killa J                 | 2016 | 92K             |
| "Up Out My Way"                                        | Vonte                                  | 2016 | 9K              |
| "Program"                                              | JayChris e Lucki Eck$                  | 2016 | 47K             |
| "Juggin"                                               | J $tash                                | 2016 | 69K             |
| "HUDD"                                                 | Sicko Mob                              | 2016 | 160K            |
| "How We Settle That"                                   | King Louie                             | 2016 | 18K             |
| "STFU"                                                 | Jinx The Natural                       | 2016 | 19K             |
| "I Need A 8"                                           | JayChris                               | 2016 | 17K             |
| "Speed Racer"                                          | Warhol.ss                              | 2016 | 3.6M            |
| "Pain & Success"                                       | Stitches                               | 2016 | 53K             |
| "Global"                                               | K9                                     | 2016 | 17K             |
| "Ski Mask"                                             | Smokepurpp                             | 2016 | 6.8M            |
| "King Dilla"                                           | Femdot                                 | 2016 | 20K             |
| "GDAY Freestyle"                                       | Warhol.ss                              | 2016 | 235K            |
| "Unfadeable"                                           | Jeffrey Crook                          | 2016 | 7.1K            |
| "Reefa Dem"                                            | King Louie                             | 2016 | 182K            |
| "STFU"                                                 | Famous Dex                             | 2016 | 787K            |
| "Gucci Chanel"                                         | Nike Boi                               | 2016 | 207K            |
| "Sneeze Kash"                                          | Katie Got Bandz                        | 2016 | 26K             |
| "Next Bitch"                                           | Brace Boogie                           | 2016 | 19K             |
| "Woah Yeah"                                            | Famous Dex                             | 2016 | 1.6M            |
| "Gwop"                                                 | Nike Boi                               | 2016 | 72K             |
| "Knew I Would"                                         | JayChris and U-Neek                    | 2016 | 41K             |
| "Go To The Wendy's"                                    | BRENTRAMBO                             | 2016 | 160K            |
| "Foamposite"                                           | Nike Boi                               | 2016 | 230K            |
| "Don't Know"                                           | Cdot Honcho                            | 2016 | 2.1M            |
| "Nothin 4 Me" feat. Trub Sixblock e Masia              | Prince Tre                             | 2016 | 127K            |
| "Movie Scene"                                          | T Rock                                 | 2016 | 11K             |
| "Know Me Now"                                          | Nike Boi                               | 2016 | 81K             |
| "Lemonade"                                             | Famous Dex                             | 2016 | 114K            |
| "Run Around + Ridiculous"                              | Famous Dex                             | 2016 | 744K            |
| "WittaGang"                                            | Duffle Bag Guru                        | 2016 | 39K             |
| "Fuck Up A Sack"                                       | Lil Yachty and K$upreme                | 2016 | 444K            |
| "Jakobe"                                               | Roy French                             | 2016 | 46K             |
| "When I Walk"                                          | Brace Boogie and Lil Messi             | 2016 | 22K             |
| "Morning Light"                                        | Shawty The Kidd                        | 2016 | 22K             |
| "On My Waist"                                          | Warhol.ss e Famous Dex                 | 2016 | 1.8M            |
| "Like That" feat. TheMIND                              | NuWorld Kayo                           | 2016 | 21K             |
| "Shoot"                                                | Famous Dex                             | 2016 | 1.1M            |
| "2017 Freestyle"                                       | Cdot Honcho                            | 2016 | 2.6M            |
| "Bag It"                                               | Famous Dex                             | 2016 | 772K            |
| "With Yo B!tch"                                        | Famous Dex                             | 2016 | 11M             |
| "Lineup" feat. Hot Headzz                              | TC                                     | 2016 | 21K             |
| "Free Man"                                             | Lil Messi, Brace Boogie and Diary Love | 2016 | 21K             |
| "Yung Andy"                                            | Warhol.ss                              | 2016 | 472K            |
| "Get It"                                               | Warhol.ss                              | 2016 | 167K            |
| "Look Like"                                            | Yung Pinch                             | 2016 | 11M             |
| "For The Winter"                                       | Melly Flex                             | 2016 | 24K             |
| "F*cked Up"                                            | Chuck Frost                            | 2016 | 35K             |
| "Cold Front"                                           | Xavier Wulf                            | 2017 | 1.8M            |
| "Мне Похуй"                                            | FACE                                   | 2017 | 16M             |
| "Trust Me"                                             | LOREN                                  | 2017 | 81K             |
| "Can"t Tell Me Nothing"                                | J.R. Donato                            | 2017 | 58K             |
| "Stuck Boi"                                            | Warhol.ss                              | 2017 | 677K            |
| "Let's Get It" feat. Yung Bizzle                       | 006 SET                                | 2017 | 101K            |
| "D Rose"                                               | Lil Pump                               | 2017 | 201M            |
| "Fuck A Swisher"                                       | Smokepurpp and Xavier Wulf             | 2017 | 13M             |
| "Sorry"                                                | B Bandz                                | 2017 | 61K             |
| "Calling Me"                                           | Pollàri                                | 2017 | 316K            |
| "Po It"                                                | Ali Profit                             | 2017 | 36K             |
| "Zaytiggy"                                             | Cdot Honcho                            | 2017 | 1.8M            |
| "4 Real"                                               | Prince Tre                             | 2017 | 71K             |
| "Spread"                                               | Duffle Bag Guru and Isaiah G           | 2017 | 89K             |
| "Scary Sight"                                          | Xavier Wulf, Chris Travis and Big E    | 2017 | 897K            |
| "Know About It"                                        | Allan Kingdom                          | 2017 | 135K            |
| "With Yo B!tch (Remix)"                                | Famous Dex e MadeinTYO                 | 2017 | 1.5M            |
| "Flex Like Ouu"                                        | Lil Pump                               | 2017 | 108M            |
| "Kamikaze"                                             | Saudi Money                            | 2017 | 81K             |
| "BVNDGXD"                                              | CHXPO                                  | 2017 | 1.9M            |
| "Xans"                                                 | Famous Dex                             | 2017 | 2.7M            |
| "02 Shit"                                              | Cdot Honcho                            | 2017 | 5.8M            |
| "Bust Back"                                            | Duffle Bag Buru                        | 2017 | 451K            |
| "Ballin'"                                              | Mod Sun                                | 2017 | 769K            |
| "USED 2"                                               | RARRI                                  | 2017 | 575K            |
| "Kinfolk"                                              | Riley PnP                              | 2017 | 63K             |
| "Pictures"                                             | Lil Tracy                              | 2017 | 4.5M            |
| "18"                                                   | Landon Cube                            | 2017 | 2.4M            |
| "Lil Elroy Jetson"                                     | Pollàri                                | 2017 | 313K            |
| "12ozs"                                                | Warhol.ss                              | 2017 | 1M              |
| "Catch Me Outside"                                     | Ski Mask the Slump God                 | 2017 | 134M            |
| "CEO" feat. Kapfe                                      | Kap G                                  | 2017 | 348K            |
| "Talkin Sh*t"                                          | Famous Dex e Lil Pump                  | 2017 | 5.3M            |
| "Regrets"                                              | Smokepurpp                             | 2017 | 2.4M            |
| "Credit"                                               | G. E. O                                | 2017 | 120K            |
| "Heart Racin'"                                         | PnB Rock                               | 2017 | 740K            |
| "I Don't Need Them"                                    | Ralo                                   | 2017 | 228K            |
| "Betrayed"                                             | Lil Xan                                | 2017 | 285M            |
| "Dirty Taurus" feat. Rich the Kid                      | Ant Beale                              | 2017 | 817K            |
| "Trap"                                                 | Nike Boi                               | 2017 | 233K            |
| "BabyWipe"                                             | Ski Mask the Slump God                 | 2017 | 109M            |
| "No Limit"                                             | Duffle Bag Guru                        | 2017 | 328K            |
| "Trap"                                                 | Yung Gleesh                            | 2017 | 845K            |
| "Blue & Green"                                         | Diego Money                            | 2017 | 730K            |
| "IlàrKelly"                                            | Pollàri                                | 2017 | 740K            |
| "Rack City/Love Scars 2" feat. Antionia and Chris King | Trippie Redd                           | 2017 | 34M             |
| "Red Roses" feat. Landon Cube                          | Lil Skies                              | 2017 | 231M            |
| "I Hate Being Alive"                                   | Supa Bwe                               | 2017 | 786K            |
| "Dresser"                                              | Yung Bans                              | 2017 | 8.3M            |
| "InXanity"                                             | $teven Cannon                          | 2017 | 5.7M            |
| "Wokstar"                                              | Lil Wop                                | 2017 | 787K            |
| "Another One"                                          | Cdot Honcho                            | 2017 | 2.3M            |
| "Act Up"                                               | Thouxanban and Uno the Activist        | 2017 | 2.1M            |
| "Nowadays" feat. Landon Cube)                          | Lil Skies                              | 2017 | 309M            |
| "Lonely" feat. Lil Skies                               | Yung Bans                              | 2017 | 19M             |
| "Learn How To Watch" feat. Mac Miller & MadeinTYo      | Carnage                                | 2018 | 11M             |
| "Too Quick."                                           | MadeinTYO                              | 2018 | 4,2M            |
| "Bounce Out With That"                                 | YBN Nahmir                             | 2018 | 160M            |
| "Buttcheeks"                                           | 6 Dogs                                 | 2018 | 7,7M            |
| "All Girls Are the Same"                               | Juice Wrld                             | 2018 | 223M            |
| "Minimum Wage"                                         | Taylor Bennett                         | 2018 | 1,3M            |
| "123"                                                  | Smokepurpp x Murda Beatz               | 2018 | 21M             |
| "Pants From Japan"                                     | Qari                                   | 2018 | 1,1M            |
| "Welcome To The Rodeo"                                 | Lil Skies                              | 2018 | 61M             |
| "Skinny"                                               | Valee                                  | 2018 | 2M              |
| "Drive My Car"                                         | Landon Cube                            | 2018 | 4,4M            |
| "Bands"                                                | Comethazine                            | 2018 | 32M             |
| "Lucid Dreams"                                         | Juice WRLD                             | 2018 | 705M            |
| "Change Lanes"                                         | Kevin Gates                            | 2018 | 76M             |
| "DoIHaveTheSause?"                                     | Ski Mask The Slump God                 | 2018 | 23M             |
| "Ridin" feat. YBN Nahmir & Landon Cube                 | Yung Bans                              | 2018 | 32M             |
| "Creeping" feat. Rich The Kid                          | Lil Skies                              | 2018 | 144M            |
| "Noticed"                                              | Lil Mosey                              | 2018 | 249M            |
| "Evil"                                                 | Slime Dollaz                           | 2018 | 2M              |
| "Scotty Pippen "Alaska" "                              | Cordae                                 | 2018 | 15M             |
| "Reboot" feat. Chance The Rapper & Joey Purp           | KAMI & Smoko Ono                       | 2018 | 2,5M            |
| "Fr Fr" feat. Lil Skies                                | Wiz Khalifa                            | 2018 | 89M             |
| "Walk"                                                 | Comethazine                            | 2018 | 62M             |
| "Magic In The Hamptons" feat. Lil Yachty"              | Social House                           | 2018 | 6M              |
| "0'Something"                                          | Femdot                                 | 2018 | 1,4M            |
| "Kamikaze"                                             | Lil Mosey                              | 2018 | 76M             |
| "No Issue"                                             | Future & Juice WRLD                    | 2018 | 15M             |
| "Armed & Dangerous"                                    | Juice WRLD                             | 2018 | 210M            |
| "Off Deez" feat. J. Cole                               | J.I.D                                  | 2018 | 27M             |
| "LA LA"                                                | Ski Musk The Slump God                 | 2018 | 23M             |
| "Bleed It"                                             | Blueface                               | 2018 | 105M            |
| "Mixed Personalities" feat. Kayne West                 | YNW Melly                              | 2019 | 145M            |
| "Thotiana Remix" feat. YG)                             | Blueface                               | 2019 | 75M             |
| "Robbery"                                              | Juice WRLD                             | 2019 | 358M            |
| "Thotiana Remix" feat. Cardi b                         | Blueface                               | 2019 | 224M            |
| "Faucet Failure"                                       | Ski Mask The Slump God                 | 2019 | 59M             |
| "i"                                                    | Lil Skies                              | 2019 | 86M             |
| "Crisis"                                               | Jasiah                                 | 2019 | 25M             |
| "Have Mercy"                                           | YBN Cordae                             | 2019 | 21M             |
| "Kill Tek Piece"                                       | Warhol.ss and Lil Mosey                | 2019 | 3.3M            |
| "Bust Down Cartier"                                    | Lil Mosey                              | 2019 | 15M             |
| "Ransom (Lil Tecca)"                                   | Lil Tecca                              | 2019 | 346M            |
| "Death Note" feat. Lil Skies & Craig Xen               | Gnar                                   | 2019 | 18M             |
| "Stop Snitchin Remix" feat. DaBaby)                    | YG                                     | 2019 | 29M             |
| "Shotta Flow Remix" feat. Blueface                     | NLE Choppa                             | 2019 | 244M            |
| "Bussdown" feat. Offset                                | Blueface                               | 2019 | 41M             |
| "HBS"                                                  | Lil Keed                               | 2019 | 9,9M            |
| "Green Light"                                          | Lil Durk                               | 2019 | 18M             |
| "LOOK" feat. Qari                                      | Supa Bwe                               | 2019 | 1,3M            |
| "Out Of Luck"                                          | Lil Tecca                              | 2019 | 30M             |
| "More Money More Ice"                                  | Lil Skies                              | 2019 | 6,4M            |
| "Camelot"                                              | NLE Choppa                             | 2019 | 193M            |
| "Snake Skin"                                           | Trippie Redd                           | 2019 | 14M             |
| "Bandit" feat. NBA Youngboy                            | Juice Wrld                             | 2019 | 303M            |
| "Both Sides" feat. Shoreline Mafia                     | Shordie Shordie                        | 2019 | 15M             |
| "Partna In Crime"                                      | Yung Bans                              | 2019 | 6,3M            |
| "Nuketown" feat. Juice Wrld                            | Ski Mask the Slump God                 | 2019 | 48M             |
| "Let Her Go"                                           | The Kid LAROI                          | 2019 | 30M             |
| "Mistakes"                                             | TheHxliday                             | 2019 | 4.8             |
| "Whats Poppin"                                         | Jack Harlow                            | 2020 | 136M            |
| "Diva" feat. Lil Tecca                                 | The Kid Laroi                          | 2020 | 56M             |
| "IDK"                                                  | Lil Tecca                              | 2020 | 7.7M            |
| "Thief in the Night"                                   | Rod Wave                               | 2020 | 29M             |
| "Godzilla feat. Juice Wrld                             | Eminem                                 | 2020 | 728M            |
| "Far from You"                                         | Rich the Kid                           | 2020 | 5.5M            |
| "Blueberry Faygo"                                      | Lil Mosey                              | 2020 | 224M            |
| "Al Nash"                                              | YoungBoy Never Broke Again             | 2020 | 32M             |
| "Save Me"                                              | TheHxliday                             | 2020 | 5.2M            |
| "Tell Me U Luv Me" feat. Trippie Redd                  | Juice WRLD                             | 2020 | 35M             |
| "Shotta Flow 5"                                        | NLE Choppa                             | 2020 | 68M             |
| "21"                                                   | Polo G                                 | 2020 | 61M             |
| "3 Headed Goat" feat. Lil Baby & Polo G                | Lil Durk                               | 2020 | 48M             |
| "Tell Me Why"                                          | The Kid LAROI                          | 2020 | 18M             |
| "Burn The Hoods"                                       | Ski Mask The Slump God                 | 2020 | 8.6M            |
| "Lemonade" feat. Don Toliver, Gunna & Nav              | Internet Money                         | 2020 | 137M            |
| "Gifted" feat. Roddy Ricch                             | Cordae                                 | 2020 | 8.1M            |
| "Baby"                                                 | Blueface                               | 2020 | 13M             |
| "On God"                                               | Mulatto                                | 2020 | 5M              |
| "Dolly" feat. Lil Uzi Vert                             | Lil Tecca                              | 2020 | 17M             |
| "Revenge"                                              | $NOT                                   | 2020 | 10M             |
| "Mean" feat. Flo Milli                                 | $NOT                                   | 2020 | 9.2M            |
| "So Done"                                              | The Kid LAROI                          | 2020 | 29M             |
| "Lost Ones"                                            | Daniyel                                | 2020 | 2.8M            |
| "What To Do!"                                          | Danny Towers                           | 2020 | 1.7M            |
| "Coco" feat. DaBaby                                    | 24kGoldn                               | 2020 | 22M             |
| "GNAT"                                                 | Eminem                                 | 2020 | 69M             |
| "Bad Boy" feat. Young Thug                             | Juice WRLD                             | 2021 | 36M             |
| "Kanye Krazy"                                          | Lil Durk                               | 2021 | 13M             |
| "GNF (OKOKOK)"                                         | Polo G                                 | 2021 | 17M             |
| "Calabasas" feat. $NOT                                 | SSGKobe                                | 2021 | 4,2M            |
| "Whipski" feat. Lil Skies                              | $NOT                                   | 2021 | 7M              |
| "Knock Knock"                                          | SoFaygo                                | 2021 | 12M             |
| "His & Hers" feat. Don Toliver, Lil Uzi Vert & Gunna   | Internet Money                         | 2021 | 11M             |
| "Tell Em" feat. $NOT                                   | Cochise                                | 2021 | 4,9M            |
| "House Party"                                          | DCG Shun & DCG Bsavv                   | 2021 | 733K            |
| "Edging"                                               | blink-182                              | 2022 | 13M             |